# Ansar Dine
Ansar Dine (in arabo أنصار الدين‎?, Anṣār al-Dīn), che significa «Ausiliari della religione (islamica)», è un gruppo fondamentalista islamico dell'Africa nord-occidentale, guidato da Iyad ag Ghali, uno dei capi principali della rivolta tuareg del 1990-1995.
Tale gruppo armato, apparso sulla scena nel marzo del 2012, è una delle principali organizzazioni che hanno preso parte alla Guerra in Mali, unitamente al Movimento per l'Unicità e il Jihad nell'Africa Occidentale (MUJAO) e al Movimento Nazionale di Liberazione dell'Azawad (MNLA), quest'ultimo tuttavia fortemente marginalizzato dalla fine del giugno del 2012.
Il gruppo non deve essere confuso con l'omonimo movimento legalizzato nel 1992, che a suo dire conterebbe 800.000 seguaci, e che è diretto dal predicatore Chérif Ousmane Haïdara (francesizzazione di Sharīf ʿUthmān Ḥayḍara), vicepresidente dell'Alto Consiglio islamico del Mali.

## Ideologia
Ansar Dine si batte per l'instaurazione della shari'a in Mali. È sospettato di avere collegamenti con l'organizzazione terroristica fondamentalista al-Qa'ida nel Maghreb islamico (AQMI).

## Partecipazione al conflitto del Mali settentrionale
Il 12 ottobre 2012, il Consiglio di sicurezza delle Nazioni Unite autorizza i Paesi della Comunità economica degli Stati dell'Africa occidentale (CESAO) a mobilitare le proprie forze armate e a definire un piano di riconquista militare del Nord del Mali (Azauad) caduto nelle mani dell'AQMI, del MUJAO e di Ansar Dine.

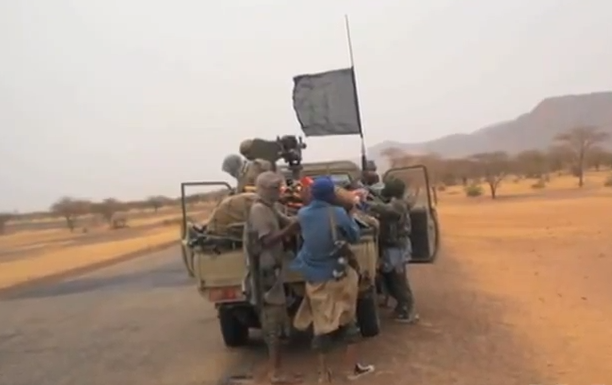
Combattenti islamisti nel Mali settentrionale

Nel gennaio del 2013, nel contesto dell'Operazione Serval delle forze armate francesi in Mali, un gruppo di dirigenti "moderati" di Ansar Dine si separa dall'organizzazione-madre per fondare il Movimento arabo dell'Azawad, che si dice favorevole a un regolamento pacifico della crisi in atto.
Uno dei dirigenti di Ansar Dine, Ahmadou Ag Abdallah, viene arrestato il 26 gennaio del 2013 dalle autorità mauritane a Bassikounou.